# Guatemala op de Olympische Zomerspelen 2016
Guatemala nam deel aan de Olympische Zomerspelen 2016 in Rio de Janeiro, Brazilië. De selectie bestond uit 21 atleten, uitkomend in tien verschillende sporten, de grootste olympische ploeg van Guatemala sinds de Spelen van 1996 in Atlanta. Met name in het snelwandelen was het Midden-Amerikaanse land vertegenwoordigd, met acht deelnemers. Een van deze snelwandelaars, Erick Barrondo, behaalde in 2012 een zilveren medaille op de 20 kilometer en zou tijdens de openingsceremonie de Guatemalteekse vlag dragen, ware het niet dat hij uiteindelijk besloot zich liever op training te concentreren; turnster Ana Sofía Gómez verving hem.

## Deelnemers en resultaten
(m) = mannen, (v) = vrouwen 

### Atletiek
| Olympiër               | Discipline            | Resultaat | Prestatie         |
| ---------------------- | --------------------- | --------- | ----------------- |
| José Amado García      | marathon (m)          | 118e      | 2:30:.1           |
| Mario Bran             | 20km snelwandelen (m) | 40e       | 4:15.14           |
| José Raymundo          | 20km snelwandelen (m) | 56e       | 1:29.07           |
| Erick Barrondo         | 20km snelwandelen (m) | 50e       | 1:27.01           |
| Jaime Quiyuch          | 50km snelwandelen (m) | DSQ       | gediskwalificeerd |
|                        |                       |           |                   |
| Mayra Carolina Herrera | 20km snelwandelen (v) | DSQ       | DSQ               |
| Mirna Ortiz            | 20km snelwandelen (v) | 30e       | 1:35.11           |
| Maritza Poncio         | 20km snelwandelen (v) | 52e       | 1:40.09           |

### Badminton
| Olympiër     | Discipline    | Resultaat | Prestatie                                                                                            |
| ------------ | ------------- | --------- | --- |
| Kevin Cordón | enkelspel (m) | 17e       | groep P: 4de V van POL Dziolko: (-21–18, 10–21, 13–21 V van CHN Chen: w/o V van SRI Karunaratne: w/o |

### Gewichtheffen
| Olympiër     | Discipline | Resultaat | Prestatie                                                    |
| ------------ | ---------- | --------- | ------------------------------------------------------------ |
| Edgar Pineda | –56kg (m)  | 10e       | trekken: 15de met 108kg stoten: 10de met 143kg totaal: 251kg |

### Gymnastiek
| Olympiër           | Discipline               | Resultaat | Prestatie                                                                                        |
| ------------------ | ------------------------ | --------- | ------------------------------------------------------------------------------------------------ |
| Ana Sofía Gómez VO | meerkamp individueel (v) | 32e       | kwalificatie: 32ste sprong: 14,766 brug: 13,766 balk: 13,400 vloer: 12,900 totaal: 54,832 punten |

### Judo
| Olympiër   | Discipline | Resultaat | Prestatie                                |
| ---------- | ---------- | --------- | ---------------------------------------- |
| José Ramos | –60kg (m)  | 33e       | 1ste ronde: V van MGL Tsogtbaatar: ippon |

### Moderne vijfkamp
| Olympiër          | Discipline | Resultaat | Prestatie |
| ----------------- | ---------- | --------- | --- |
| Charles Fernández | mannen     | 15e       | zwemmen: 2:03.18 (14e, 331 punten) schermen: 19 W, 16 V (16e, 214 punten) paardrijden: 29 strafpunten (27e, 271 punten) gecombineerd: 11:21.49 (11e, 619 punten) totaal: 1435 punten |
|                   |            |           | |
| Isabel Brand      | vrouwen    | 21e       | zwemmen: 2:22.57 (34e, 273 punten) schermen: 14 W, 21 V (31e, 184 punten) paardrijden: 7 strafpunten (8e, 293 punten) gecombineerd: 12:54.11 (13e, 526 punten) totaal: 1276 punten   |

### Schietsport
| Olympiër     | Discipline     | Resultaat | Prestatie                                             |
| ------------ | -------------- | --------- | ----------------------------------------------------- |
| Enrique Brol | dubbeltrap (m) | 10e       | kwalificatie: 10de met 133,0 punten (27-20-17-28-28)  |
| Hebert Brol  | dubbeltrap (m) | 20e       | kwalificatie: 20ste met 116,0 punten (22-24-21-26-24) |

### Wielersport
| Olympiër     | Discipline        | Resultaat | Prestatie |
| ------------ | ----------------- | --------- | --------- |
| Manuel Rodas | weg<wedstrijd (m) | DNF       | DNF       |

### Zeilen
| Olympiër               | Discipline | Resultaat | Prestatie                                  |
| ---------------------- | ---------- | --------- | ------------------------------------------ |
| Juan Ignacio Maegli VS | laser (m)  | 8e        | 117 punten: (18-14-3-7-16-25-18-17-3-7-14) |

### Zwemmen
| Olympiër       | Discipline           | Resultaat | Prestatie                    |
| -------------- | -------------------- | --------- | ---------------------------- |
| Luis Martínez  | 100m vlinderslag (m) | 19e       | serie 3: 3de in 52,22        |
|                |                      |           |                              |
| Valerie Gruest | 400m vrije slag (v)  | 29e       | serie 1: 5de in 4.19,58      |
| Valerie Gruest | 800m vrije slag (v)  | 22e       | serie 1: 3de in 8.39,80 (NR) |